# Banc Asiàtic de Desenvolupament
El Banc Asiàtic de Desenvolupament (BAsD) és una organització financera per al desenvolupament econòmic d'Àsia i el Pacífic. El seu objectiu principal és l'erradicació de la pobresa i facilitar ajudes per millorar el nivell de vida de la població de la regió a través de préstecs i col·laboració tècnica.
Creat en 1966 per 31 països. Avui compta amb 67 membres (48 regionals i 19 no regionals). Estats Units i Japó són els seus principals accionistes, amb el 15,6% del capital cadascun.
El Banc té com el seu principal objectiu la lluita contra la pobresa. Para això busca promoure el creixement econòmic i la cooperació a la regió d'Àsia-Pacífic, i accelerar el procés de desenvolupament econòmic dels seus països membres. Les dues terceres parts de persones pobres del món (aquells que viuen amb menys de dos dòlars diaris per persona), prop d'1.800 milions de pobres, viuen en aquesta regió. El BAsD va aprovar una nova estratègia a llarg termini (2008-2020) centrada en un creixement econòmic, mediambientalment sostenible i d'integració regional.

## Sectors d'actuació
En 2008 els principals receptors de préstecs van ser el sector de transport i comunicacions (26%) i energia (23%).

### Operacions ordinàries
El BAsD finança operacions ordinàries a través de dues finestretes:
- Recursos de Capital Ordinari (OCR): concedeix préstecs (al sector públic i privat) en condicions avantatjoses, garanties i pren participacions de capital. Aquests recursos es capten als mercats financers, utilitzant com a garantia el capital desemborsat pels seus membres i les reserves acumulades. També es financen algunes Assistències Tècniques (AT) (mitjançant préstecs -en el cas principalment de preparació de projectes-, o en forma de donacions). El Banc proporciona també assessorament tècnic en matèria de polítiques, programes i projectes.

- Fons Asiàtic de Desenvolupament (FAsD): Creat el 1974, és la finestreta de finançament concessional del BAsD per als països membres amb menors nivells de renda i limitada capacitat de pagament del seu deute. Proporciona préstecs en termes concessionals, donacions per a projectes i assistència tècnica en forma de donació. Es finança amb la contribució de països donants, actualment 30 països, que reposen els seus fons cada quatre anys. El volum de recursos del Fons en el FAsD IX, que cobreix el període 2005-2008, va anar de 7.000 milions de dòlars. Recursos última reposició FAsD X per 2009-2012: 11.300 milions de dòlars.

### Operacions extraordinàries
- Fons Especial d'Assistència Tècnica: Concedeix donacions per a operacions d'assistència tècnica, incloent suport als països membres a desenvolupar capacitats per a la gestió de projectes de desenvolupament. Els seus recursos provenen de contribucions voluntàries dels països membres i contribucions de les finestretes OCR i FAsD.

- Fons Especial del Japó, Fons Especial de l'Institut del BAsD, Fons d'ajuda pel Tsunami i Fons d'ajuda pel Terratrèmol de Pakistan.

## Països receptors
Sis països receptors: Xina, Índia, Pakistan, Indonèsia, Filipines i Vietnam van rebre el 80% dels préstecs sobirans (públics) i tres països, Índia, Xina i Filipines van rebre el 90% dels préstecs al sector privat.